# Flugplatz Schönberg

i7
i11
i13
Der Flugplatz Schönberg (ICAO-Code: EDPK) ist der Sonderlandeplatz der oberbayerischen Gemeinde Kienberg im Landkreis Traunstein. Er wird von der Fliegergruppe Traunstein e. V. betrieben.

## Geografie
Der Flugplatz liegt zweihundert Meter nördlich des historischen Ortskernes von Schönberg auf einer Höhe von 542 m ü. NN. Die Hochebene befindet sich im nördlichen Chiemgau, etwa halben Weges zwischen den Tälern des Mörnbaches und der Alz. 20 Kilometer östlich fließt die Salzach und dort verläuft auch die Staatsgrenze zu Österreich.

## Geschichte
Die Fliegergruppe Traunstein e. V. wurde 1959 gegründet und nutzte zu Anfangs den Flugplatz Bad Reichenhall-Marzoll mit, und ab 1967 dann das Segelfluggelände Unterwössen. Im Jahr 1981 wurde das Gelände in Schönberg bezogen. Dort entstanden zunächst ein eigenes Clubheim und eine Flugzeughalle. Die Zulassung als Sonderlandeplatz wurde 2001 erteilt, eine Tankstelle kam hinzu und es erfolgt seither kontinuierlich der weitere Ausbau.

## Flugplatz und Ausstattung
Der Flugplatz ist ein Sonderlandeplatz für Luftfahrzeuge aller Art bis 2000 kg Höchstabfluggewicht (MTOW) und hat keine geregelten Betriebszeiten. Der Betreiber ist die Fliegergruppe Traunstein e. V. Eine Landung ist nur nach vorheriger Anmeldung möglich (PPR). Der Platz führt den ICAO-Code EDPK.
Es bestehen ein Wirtschaftsgebäude mit Flugleitstand (GE 132.990 MHz), ein Hangar und das Vereinsheim. Es gibt eine Tankstelle mit Avgas und Mogas und bei Zwischenlandungen ist ein Ölservice möglich.

## Zwischenfälle
- Am 5. Mai 2011 stürzte ein am Flugplatz Schönberg stationiertes Ultraleichtflugzeug vom Typ Pioneer 200 nach dem Start zu einem Rundflug über das Salzburger Land in die Oberleitung einer Bahnstrecke. Die Maschine fing hierbei Feuer, wobei die beide Insassen ihr Leben verloren und zusammen mit dem Fluggerät verbrannten.[3][4]
- Am 7. Juli 2012 zerschellte 150 m westlich des Rollfeldes 08 eine auf EDPK gestartete Remos GX bei Landeübungen, wobei der Pilot tödlich verletzt wurde.[5]

## Verkehr
Gemeindestraßen erschließen den Flugplatz über die Staatsstraße St 2091 zu der östlich verlaufenden Bundesstraße 299 hin. Der ÖPNV bedient den Flugplatz nicht direkt, jedoch kann tagsüber zu der Bushaltestelle Schönberg an der St 2091 ein Rufbus angefordert werden. In Trostberg bestehen außerdem Zustiegsmöglichkeiten zu der Traun-Alz-Bahn (wochentags) sowie zu mehreren Buslinien.